# Champeau (metroul ușor din Charleroi)
Champeau este o stație a metroului ușor din Charleroi de pe linia nefinalizată spre Châtelet. Stația este situată în Montignies-sur-Sambre, localitate componentă a zonei metropolitane Charleroi, și este denumită după strada Rue Champeau / Rue du Chemin de Fer din apropiere.
Stația Champeau este construită la suprafață, însă accesul urma să se facă printr-un gang pietonal care subtraversează liniile. Ea nu a fost niciodată terminată și echipată, fiind realizată doar structura de rezistență. Spre deosebire de cele patru stații anterioare ale liniei spre Châtelet, șinele care ar fi trebuit să traverseze Champeau nu au fost montate.
Construcția liniei spre Châtelet a început la sfârșitul anilor '70 și a fost întreruptă după ce sectorul transportului public a fost transferat din responsabilitatea guvernului federal în cea a regiunilor, în urma celei de-a treia reforme a statului belgian. Acest lucru a cauzat oprirea finanțării, bugetul Regiunii valone fiind mult mai sărac decât bugetul federal, iar lucrările la această linie nu au mai fost reluate.
Stația Champeau urma să deservească o zonă rezidențială și o zonă industrială. 